# Bill Musgrave
William Scott Musgrave (Grand Junction, 11 novembre 1967) è un ex giocatore di football americano e allenatore di football americano statunitense nella National Football League (NFL).

## Carriera da giocatore
Musgrave giocò come titolare per quattro stagioni a Oregon, stabilendo il record dell'istituto per yard passate in carriera (8.343). Scelto nel quarto giro del Draft NFL 1991 dai Dallas Cowboys, fu svincolato durante il training camp ma passò ai San Francisco 49ers nel 1991 dove giocò sotto la direzione del capo-allenatore George Seifert e del coordinatore offensivo Mike Shanahan, come riserva dal quarterback titolare Steve Young. Musgrave in seguito seguì Shanahan ai Denver Broncos, dove giocò nel 1995-96, prima di essere svincolato nella pre-stagione 1997.

## Palmarès
- Super Bowl : 1

San Francisco 49ers: Super Bowl XXIX
- National Football Conference Championship: 1

San Francisco 49ers: 1994

## Vita privata
Il fratello, Doug Musgrave, giocò anch'egli come quarterback a Oregon. Il nipote, Luke Musgrave, gioca come tight end per i Green Bay Packers.